# Pleopeltis imbricata
Pleopeltis imbricata là một loài thực vật có mạch trong họ Polypodiaceae. Loài này được (G. Karst.) Alderw. miêu tả khoa học đầu tiên năm 1909.